# Creugas comondensis
Creugas comondensis là một loài nhện trong họ Corinnidae.
Loài này thuộc chi Creugas. Creugas comondensis được Mauricio Jiménez miêu tả năm 2007.